# Miltogramma kizylkumi
Miltogramma kizylkumi är en tvåvingeart som först beskrevs av Boris Borisovitsch Rohdendorf 1930.  Miltogramma kizylkumi ingår i släktet Miltogramma och familjen köttflugor.
Artens utbredningsområde är Kazakstan. Inga underarter finns listade i Catalogue of Life.